# Buskowianka Kielce
Buskowianka Kielce (wcześniej: Fart Kielce, Effector Kielce, Dafi Społem Kielce, KPS Kielce) – nieistniejący polski męski klub siatkarski z siedzibą w Kielcach, założony 6 sierpnia 2007, a zlikwidowany w 2019 r. 
Od 29 lipca 2010 działał jako spółka akcyjna. W sezonach 2010/2011 i 2011/2012 drużyną zarządzała spółka Fart SA. Po wycofaniu się z finansowania właściciela klubu, drużyna została przekazana nowym władzom i od sezonu 2012/13 drużyną zarządzała spółka Effector Kielce Świętokrzyska Siatkówka SA. Od sezonu 2018/19 działał jako Klub Piłki Siatkowej „Kielce”.
W sezonie 2017/18 zespół występował pod nazwą Dafi Społem Kielce, natomiast w sezonie 2018/19 - Buskowianka Kielce. Po sezonie 2018/19 wycofał się z rozgrywek I ligi, po czym został rozwiązany.

## Historia

### Chronologia nazw
- 2007-2012 Fart Kielce
- 2012-2017 Effector Kielce
- 2017-2018 Dafi Społem Kielce
- 2018 KPS Kielce
- 2018-2019 Buskowianka Kielce

### Założenie klubu
6 sierpnia 2007 odbyło się spotkanie założycielskie w Urzędzie Miasta. Wzięli w nim udział przedstawiciele władz, siatkarskiego środowiska i biznesu. Zapleczem dla zespołu stali się zawodnicy kieleckiego Salosu i pozostali juniorzy z regionu. Założeniem była też współpraca z STS-em Skarżysko-Kamienna, Gumpem Ostrowiec Świętokrzyski i ULKS-em Chobrzany. Do klubu trafili m.in. siatkarze wicemistrza Polski juniorów w 2007, Jadaru Radom, mający również świętokrzyskie korzenie. Sponsorem strategicznym zostało „Przedsiębiorstwo Robót Inżynieryjnych Fart”, które zapewniło środki na II ligę, w której drużyna wystartowała w miejsce Chemika Bydgoszcz. Działaczom udało się przenieść ją z grupy północno-wschodniej (grającego tam Chemika Bydgoszcz) do właściwej terytorialnie południowo-wschodniej (kosztem WTS-u Warka). Szkoleniowcem Farta został Dariusz Daszkiewicz, który otrzymał również obowiązki koordynatora grup młodzieżowych. Dużą rolę w powstaniu zespołu odegrał także ks. Grzegorz Dudek. Pracował on z siatkarską młodzieżą w Salosie Kielce i marzył o tym, by ci najbardziej utalentowani zawodnicy nie odchodzili z Kielc tylko dlatego, że nie ma klubu mającego sekcję seniorów.

### Debiut w II lidze i awans na zaplecze PLS
Na oficjalnej prezentacji klubu przed sezonem 2007/08 stawił się prezes Polskiego Związku Piłki Siatkowej, Mirosław Przedpełski. Fart rozgrywki rozpoczął z dużo pokorą. Trener Dariusz Daszkiewicz zapowiedział, że chce utrzymać zespół w lidze, a ciężką pracą uda się to osiągnąć. W swoim inauguracyjnym meczu kielecki zespół pokonał u siebie, w obecności 1300 widzów, MCKiS Jaworzno 3:0. Fart wypełnił zalecenia z nawiązką i na półmetku sezonu uplasował się na 3. miejscu z trzypunktową stratą do Karpat Krosno. Był nawet liderem po sześciu seriach, ale w ostatnich trzech poniósł porażki. W rundzie rewanżowej utrzymał trzecią lokatę i zagrał w fazie play-off. Odpadł w półfinale, po przegranych spotkaniach z MKS MOS Będzin. Ostatecznie swój drugoligowy debiut siatkarze Farta zakończyli na trzecim miejscu. Zadecydowało o tym zwycięstwo w rewanżowym meczu o podium – pokonali w nim Karpaty Krosno.

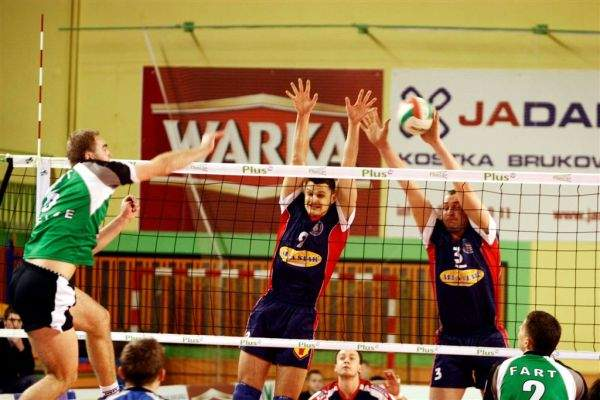
Martin Sopko w ataku podczas jednego z drugoligowych spotkań

Wywalczenie trzeciego miejsca w historycznym debiutanckim sezonie tylko zaostrzyło apetyty w kieleckim zespole. Mirosław Szczukiewicz, prezes Farta, zapowiedział, że klub w sezonie 2008/09 walczyć będzie o awans. Do zespołu został sprowadzony m.in. Krzysztof Makaryk, brązowy medalista mistrzostw Europy kadetów w 1997 na Słowacji. W trakcie przygotowań było sporo kontuzji i nie udało się zakontraktować dwóch zawodników – środkowego i przyjmującego. Pomimo problemów, kieleccy siatkarze pewnie zajęli pierwsze miejsce w rundzie zasadniczej, wygrali play-off i z dużymi nadziejami przystąpili do decydującej walki o awans na zaplecze ekstraklasy. Tym bardziej, że turniej mistrzów wszystkich grup drugiej ligi odbył się w kieleckiej Hali Legionów. Podopieczni Dariusza Daszkiewicza rozegrali jedne z najsłabszych meczów w sezonie. Nie udało im się zająć żadnego z dwóch pierwszych miejsc, które gwarantowały awans do I ligi. Pojechali na turniej barażowy do Jaworzna, w którym wywalczyli historyczny awans.

### Awans do PlusLigi
Przed sezonem 2009/10 drużyna została wzmocniona przez m.in. Macieja Krzywieckiego i Australijczyka Grega Sukocheva. Od samego początku I ligowego sezonu Fart pokazywał, że drzemie w nim duży potencjał. Seria ośmiu zwycięstw z rzędu, zakończona została przez spadkowicza z PlusLigi, Trefl Gdańsk, który pokonał kielecki zespół 3:1. Ostatecznie, z 18. ligowym zwycięstwami kielczanie zakończyli fazę zasadniczą na drugim miejscu. W półfinale play-offów zespół pokonał trzykrotnie Jokera Piła. W finale zmierzył się z Treflem Gdańsk, który był zdecydowanym faworytem. W jednym z dwóch pierwszych spotkań rozgrywanych w Gdańsku, kielczanie wygrali, co w kontekście rewanżowych pojedynków w Kielcach stawiało ekipę Fartu w korzystniejszej sytuacji. W trzecim spotkaniu bez większych problemów zwyciężyli 3:0, jednak w czwartym pojedynku to gdańszczanie wygrali i rywalizacja ponownie przeniosła się nad morze. Ostatni mecz obfitował w duże emocje – czwarty set zakończył się wygraną kielczan 42:40, co doprowadziło do tie-breaku. W nim Fart zwyciężył po dwóch piłkach meczowych 15:9 i awansował do PlusLigi. Trefl złożył później protest do Wydziału Rozgrywek Polskiego Związku Piłki Siatkowej przeciwko decyzji sędziów przyznającej kieleckiej drużynie punkt za błąd ustawienia siatkarzy Trefla w piątym, decydującym secie spotkania. Po zapoznaniu się z zapisem wideo i innymi materiałami z tego spotkania, Wydział Rozgrywek PZPS uznał, że drużyna Trefla popełniła błąd ustawienia, gdyż dwukrotnie z rzędu na zagrywce znalazł się Maciej Gorzkiewicz i decyzja arbitrów przyznająca dodatkowy punkt kielczanom była prawidłowa. Z okazji wywalczenia promocji do siatkarskiej ekstraklasy Fart otrzymał z kasy miejskiej nagrodę w wysokości 100 tysięcy złotych. Prezydent Kielc Wojciech Lubawski zapowiedział również szerszą pomoc i współpracę z klubem.

### PlusLiga
Przed rozpoczęciem nowego sezonu na stanowisku drugiego trenera został zatrudniony Włoch Nicola Vettori – wicemistrz świata jako statystyk reprezentacji Polski w 2006 r.. Jeszcze w czerwcu do zespołu dołączył przyjmujący Michał Żuk z Trefla Gdańsk, natomiast później rozgrywający Maciej Dobrowolski i Francuz Xavier Kapfer. Roczny kontrakt z Fartem podpisał także kielczanin Piotr Łuka, który stwierdził, że był to wybór sentymentalny. Drużynę uzupełnił także Kanadyjczyk (mający polskie korzenie) Adam Kamiński. Tuż przed rozpoczęciem rozgrywek umową z kieleckim zespołem związał się także wielokrotny reprezentant Polski Robert Szczerbaniuk. Pod koniec września 2010 roku na testach w Farcie pojawił się amerykański atakujący Evan Patak. Po podpisaniu kontraktu oznajmił działaczom, że nie zagra w Kielcach, gdyż będzie zawodnikiem klubu z ligi koreańskiej.
9 sierpnia 2010 siatkarze Farta po ponad dwumiesięcznej przerwie odbyli pierwszy trening. Na zajęciach nie pojawili się już Maciej Krzywiecki (w grudniu został graczem Stali Nysa) oraz Australijczyk Greg Sukochev, który powrócił do swojego kraju. 22 sierpnia zawodnicy kieleckiego klubu wyjechali na dziesięciodniowy obóz do Kielnarowej. W jego ramach zmierzyli się m.in. z Siatkarzem Wieluń, remisując z ósmym zespołem PlusLigi sezonu 2009/2010 2:2. We wrześniu Fart wziął udział w turnieju o Puchar Prezydenta Raciborza. W spotkaniu półfinałowym pokonał czeski VK Slavia Havirov w pięciu setach, w finale zwyciężył MKS MOS Będzin także po tie-breaku.
16 września 2010 Fart rozegrał pierwszy sparing przed nowym sezonem w Hali Legionów w Kielcach. Spotkał się w nim z Jadarem Radom i uległ mu 1:4. Po meczu trener kielczan Dariusz Daszkiewicz przyznał, że prowadzona przez niego drużyna w sezonie 2010/2011 będzie walczyć o utrzymanie w stawce najlepszych dziesięciu zespołów w Polsce. Kolejne pojedynki kontrolne zakończyły się porażkami Farta z AZS-em Częstochowa oraz Resovią. Na przełomie września i października zawodnik kieleckiej drużyny Adam Kamiński wraz z reprezentacją Kanady brał udział w Mistrzostwach Świata we Włoszech, które zakończyły się dla jego kraju w pierwszej fazie grupowej. W październiku Fart brał udział w turnieju o Puchar Prezydenta Miasta Krosno, w którym zajął trzecie miejsce. 18 października w sali kinowej Wojewódzkiego Domu Kultury odbyła się prezentacja drużyny na której zjawili się zaproszeni goście, m.in. wiceprezydent miasta, Andrzej Sygut oraz były kierownik klubu, ks. Grzegorz Dudek.
W inauguracyjnym meczu PlusLigi siatkarze Farta zmierzyli się 22 października 2010 we własnej hali z mistrzem Polski, Skrą Bełchatów. Pojedynek ten był debiutem kielczan w najwyższej klasie rozgrywkowej. Mecz zakończył się wygraną gości w trzech setach w obecności ponad dwóch i pół tysiąca kibiców.

## Bilans sezon po sezonie
| Sezon                | Miejsce | Meczów | Z-P   | Uwagi                                   |
| -------------------- | ------- | ------ | ----- | --------------------------------------- |
| 2007/2008 – II liga  | 3.      | 23     | 11-12 |                                         |
| 2008/2009 – II liga  | 1.      | 28     | 23-5  | 2. miejsce w turnieju barażowym         |
| 2009/2010 – I liga   | 1.      | 32     | 24-8  | zwycięstwo w play-offach - awans        |
| 2010/2011 – Plusliga | 9.      | 30     | 16-18 | zwycięstwo w barażu o utrzymanie        |
| 2011/2012 – Plusliga | 7.      | 23     | 6-17  |                                         |
| 2012/2013 – Plusliga | 7.      | 25     | 10-15 |                                         |
| 2013/2014 – Plusliga | 8.      | 29     | 9-20  |                                         |
| 2014/2015 – Plusliga | 12.     | 32     | 10-22 |                                         |
| 2015/2016 – Plusliga | 13.     | 28     | 7-21  |                                         |
| 2016/2017 – Plusliga | 13.     | 32     | 11-21 |                                         |
| 2017/2018 – Plusliga | 16.     | 30     | 4-26  | spadek z PlusLigi                       |
| 2018/2019 – I liga   | 10.     | 28     | 10-18 | rozwiązanie klubu po zakończeniu sezonu |

Poziom rozgrywek:
     najwyższy ogólnokrajowy
     drugi
     trzeci

## Hala

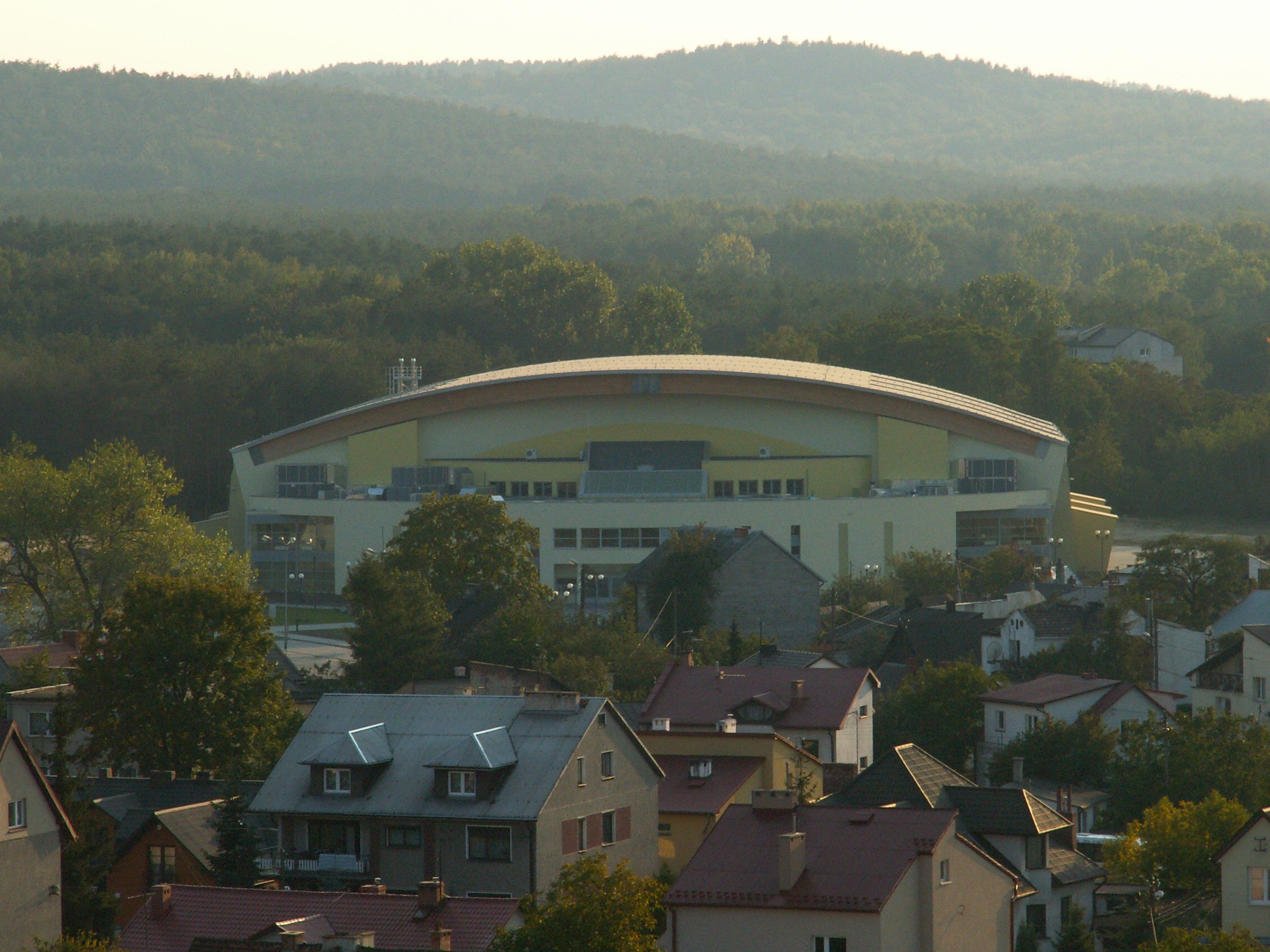
Hala Legionów widziana ze Wzgórza Kadzielniańskiego

Effector rozgrywał swoje mecze w Hali Legionów, mieszczącej się przy ulicy Leszka Drogosza 2. Została ona oddana do użytku w sierpniu 2006 r. Umożliwia także rozgrywanie zawodów w piłce ręcznej, koszykowej, tenisie ziemnym, lekkoatletyce oraz organizację imprez sportowych i kulturalnych.
Trybuny obiektu mieszczą 3000 kibiców z możliwością powiększenia do 4200 miejsc, po dostawieniu dodatkowych trybun. Wysokość hali wynosi 20 m, długość 107 m, szerokość 73 m. Obiekt jest klimatyzowany, a bezpieczeństwa strzeże między innymi 60 kamer monitoringu.
W kwietniu 2007 r. w hali odbył się jubileuszowy 50. finał Pucharu Polski w piłce siatkowej mężczyzn Plus Cup, w którym wystąpiło 8 zespołów: Asseco Resovia, BOT Skra Bełchatów, EnergiaPro Gwardia Wrocław, Jastrzębski Węgiel, J.W.Construction AZS Politechnika Warszawa, Mostostal-Azoty Kędzierzyn-Koźle, PZU AZS Olsztyn, Wkręt-Met Domex AZS Częstochowa. Trofeum Pucharu Polski oraz start w siatkarskiej Lidze Mistrzów wywalczył zespół z Bełchatowa. Również w marcu 2009 r. odbył się w hali finałowy turniej rozgrywek Pucharu Polski, w którym ponownie zwyciężyła BOT Skra Bełchatów.

## Kadra w sezonie 2018/19
- Pierwszy trener: Mateusz Grabda
- Asystent trenera, trener grup młodzieżowych: Mateusz Grabda
- Fizjoterapeuta, trener przygotowania motorycznego: Dawid Gadula
- Statystyk: Damian Musiak
- Kierownik drużyny: Marcin Jamróz

| Nr | Imię i nazwisko     | Data ur.   | Wzrost | Pozycja      |
| -- | ------------------- | ---------- | ------ | ------------ |
| 1  | Marcin Bachmatiuk   | 17.05.1992 | 205    | środkowy     |
| 4  | Grzegorz Kowalczyk  | 30.06.1994 | 190    | libero       |
| 5  | Sławomir Busch      | 03.03.1998 | 190    | przyjmujący  |
| 6  | Kamil Kosiba        | 31.10.1999 | 200    | przyjmujący  |
| 7  | Jakub Szymański     | 25.03.1998 | 200    | przyjmujący  |
| 9  | Michał Godlewski    | 11.12.1998 | 200    | atakujący    |
| 10 | Mateusz Rećko       | 09.04.1998 | 191    | atakujący    |
| 13 | Piotr Adamski       | 04.12.1991 | 195    | rozgrywający |
| 15 | Maksymilian Starzec | 05.04.1998 | 201    | środkowy     |
| 16 | Adam Woźnica        | 09.05.1994 | 198    | środkowy     |
| 17 | Grzegorz Pacholczak | 09.04.1996 | 191    | przyjmujący  |
| 20 | Marcin Karakuła     | 23.12.1998 | 190    | rozgrywający |
|    | Andrij Orobko       | 10.08.1997 | 201    | środkowy     |
|    | Dominik Czaja       |            |        |              |
|    | Mateusz Wójcik      |            |        |              |
|    | Jacek Kieras        |            |        |              |

## Zawodnicy
| Lata Gry       | Imię i nazwisko        | Pozycja      |
| -------------- | ---------------------- | ------------ |
| 2008           | Karol Šrámek           | przyjmujący  |
| 2008-2011      | Martin Sopko           | przyjmujący  |
| 2009-2010      | Greg Sukochev          | rozgrywający |
| 2010-2012      | Adam Kamiński          | środkowy     |
| 2010-2012      | Xavier Kapfer          | przyjmujący  |
| 2010-2011      | Ludovic Castard        | przyjmujący  |
| 2010-2011      | Richard Lambourne      | libero       |
| 2011-2012      | Marcus Nilsson         | atakujący    |
| 2011-2012      | Pierre Pujol           | rozgrywający |
| 2012-2013      | Nikołaj Penczew        | przyjmujący  |
| 2012-2013      | Armando Danger         | atakujący    |
| 2013-2014      | Bruno Romanutti        | atakujący    |
| 2013-2014      | Cristian Poglajen      | przyjmujący  |
| 2014-2015      | Rozalin Penczew        | przyjmujący  |
| 2014-2015      | Arvydas Mišeikis       | atakujący    |
| 2014-2015      | Humberto Machacon      | przyjmujący  |
| 2014-2016      | Andreas Takvam         | środkowy     |
| 2015-2016      | Ihor Witiuk            | przyjmujący  |
| 2015-2017 2018 | Andrij Orobko          | środkowy     |
| 2016-2017      | Peter Wohlfahrtstätter | środkowy     |
| 2016-2017      | Leo Andrić             | atakujący    |
| 2017-2018      | Aleksiej Nałobin       | środkowy     |
| 2017-2018      | Maksim Marozau         | środkowy     |
| 2017-2018      | Tomislav Đokić         | atakujący    |
| 2017-2018      | Władysław Orobko       | przyjmujący  |

## Trenerzy
| Okres | Okres | Nazwisko            |
| ----- | ----- | ------------------- |
| 2007  | 2011  | Dariusz Daszkiewicz |
| 2011  | 2012  | Grzegorz Wagner     |
| 2012  | 2012  | Sebastian Świderski |
| 2012  | 2017  | Dariusz Daszkiewicz |
| 2017  | 2017  | Sinan Cem Tanık     |
| 2017  | 2018  | Wojciech Serafin    |
| 2018  | 2018  | Dariusz Daszkiewicz |